# TMX Group
Die TMX Group, früher bekannt als TSX, ist ein in Toronto ansässiger Börsenbetreiber von Wertpapier- und Derivatemärkten für mehrere Anlageklassen, darunter Aktien, festverzinsliche Wertpapiere und Energie.  
Sie besitzt und betreibt:  
- die Toronto Stock Exchange,
- die TSX Venture Exchange,
- die Montreal Exchange
- TMX Alpha
- und Trayport.

Die TMX Group besitzt außerdem 53,8 Prozent der Boston Options Exchange („BOX“). Nach der Übernahme der Montreal Exchange im Jahr 2008 für 1,3 Milliarden Kanadische Dollar wurde das Unternehmen umbenannt. Die Maple Group Acquisition Corporation, ein Konsortium aus mehreren der größten kanadischen Banken und Pensionsfonds, kaufte im August 2012 für 3,8 Milliarden Kanadische Dollar eine Mehrheitsbeteiligung an TMX, vereitelte damit eine vereinbarte Fusion mit der London Stock Exchange und benannte das Unternehmen in TMX Group Limited um. Im Rahmen der Transaktion kaufte Maple Canadian Depository for Securities (CDS) für 167,5 Mio. CAD und Alpha für 175 Mio. CAD. Laut den jährlichen Volumenzahlen der Futures Industry Association belegte die TMX Group im Jahr 2021 mit 613 Millionen gehandelten Kontrakten den 16. Platz unter den globalen Derivatebörsen, was einem Anstieg von 92,76 Prozent gegenüber dem Vorjahr entspricht. Die TMX Group ist Hauptmitglied von CCP Global, dem globalen Verband zentraler Gegenparteien (CCP), der 42 Mitglieder vertritt, die mehr als 60 einzelne CCPs in EMEA, Amerika und der Asien-Pazifik-Region betreiben. 

## Mitgliedschaften
Sie ist Mitglied in:
- der World Federation of Exchanges.[1]
- Sustainable Stock Exchanges Initiative

## Geschichte
Die TMX Group wurde 1852 gegründet, als eine Gruppe von Geschäftsleuten aus Toronto einen Verein gründete, der den Rahmen für die Toronto Stock Exchange festlegte. TSX wurde 1861 offiziell gegründet. Am 11. Juni 2008 änderte das Unternehmen seinen Namen von TSX Group in TMX Group, um der Fusion mit der Montreal Exchange Rechnung zu tragen. Im Februar 2011 kündigte die London Stock Exchange Group PLC (LSE) eine geplante Fusion mit TMX an. Die TMX-Aktionäre sollten am 30. Juni 2011 über den LSE-Fusionsvorschlag abstimmen, wobei für die Genehmigung eine Zweidrittelmehrheit erforderlich war. Allerdings erklärten die TMX Group und die London Stock Exchange Group die geplante Transaktion am 29. Juni als gescheitert mit der Begründung, sie hätten festgestellt, dass sie nicht genügend Unterstützung von den Aktionären erhalten würden, um die Transaktion abzuschließen. TMX erwarb 2011 Atrium Network, ein globales Extranet- und Mobilfunkdienstleistungsunternehmen, und benannte es in TMX Atrium um. Später verkaufte es das Unternehmen im Jahr 2017 an die Intercontinental Exchange. Im November 2012 kündigte die TMX Group an, dass sie das Notierungsgeschäft ihrer neu erworbenen Alpha-Börse schließen und in diesem Jahr 100 Stellen streichen würde. Die Ankündigungen erfolgten, als TMX nach den Käufen von Alpha und CDS seine ersten Gewinne als vergrößertes Unternehmen meldete. Alpha fungiert weiterhin als Marktplatz.
Die TMX Group stemmte im Dezember 2017 mit dem Kauf von Trayport für 350 Millionen Pfund in bar von der Intercontinental Exchange eine große Akquisition im Energiebereich. Am 14. Juni 2023 kündigte die TSX Venture Exchange die nächste Phase ihrer Venture-Forward-Initiative an, die darauf abzielt, Kanadas Public-Venture-Markt zu stärken. In einem neuen Bericht skizzierte TSXV mehrere wichtige Verpflichtungen zu Innovation und Wachstum. Der Bericht berücksichtigt Rückmeldungen von Stakeholdern.